# Oncocerida
De Oncocerida zijn een diverse orde van over het algemeen uitgestorven kleine nautiloïde koppotigen bekend van het Midden-Ordovicium tot het Mississippien (Vroeg-Carboon; een mogelijk lid is bekend uit het Vroeg-Perm), waarbij de verbindende ringen dun zijn en de sifunkelsegmenten variabel zijn verbreed (Bloem, 1950). Momenteel bestaat de orde uit zo'n zestien families, waarvan enkele, zoals de Oncoceratidae, Brevicoceratidae en Acleistoceratidae, elk een behoorlijk aantal geslachten bevatten, terwijl andere zoals de Trimeroceratidae en Archiacoceratidae slechts door twee of drie genera worden vertegenwoordigd (Sweet, 1964).

## Fysieke eigenschappen
De schelpen van oncoceriden zijn voornamelijk enigszins samengedrukte cyrtoconische breviconen. Meer geavanceerde vormen omvatten gyroconen, serpenticonen, torticonen en langwerpige orthoconen en cyrtoconen, een afspiegeling van de verschillende families en geslachten (Flower, 1950; Sweet, 1964).
De sifunkel bij de Oncocerida bevindt zich gewoonlijk op of nabij de onderrand. Verbindingsringen zijn meestal dun en structuurloos, maar kunnen in bepaalde afgeleide vormen actinosifonaat worden met naar binnen uitstekende radiale lamellen. De juveniele segmenten in vroege geslachten zijn recht en buisvormig, met korte orthochoanitische septumhalzen geërfd van de Bassleroceratidae. Later in de volwassen stadia van vroege vormen en in de meer gevorderde vormen zijn de verbindingsringen gezwollen met cyrtochoanitische septumhalzen, wat kan worden omschreven als een kraalvormig of ellipsvormig uiterlijk (Sweet, 1964).

## Evolutie en diversiteit
Men denkt dat de Oncocerida zijn afgeleid van de Bassleroceratidae via Graciloceras als gevolg van een dunner worden van de verbindingsringen in de sifunkel (Flower, 1976).
Oncoceriden bereikten hun grootste generieke diversiteit in het Midden-Siluur met ongeveer drieënveertig geslachten die negen families vertegenwoordigen (Sweet, 1964), de meeste ooit. Van deze ongeveer drieënveertig geslachten waren er ongeveer achtendertig nieuw, een herstel na een steile daling in het Laat-Ordovicium en Vroeg-Siluur. Een tweede periode van grotere diversiteit vond plaats in het Midden-Devoon met acht families vertegenwoordigd door zo'n zevenendertig geslachten, na een tweede achteruitgang na het Midden-Siluur. Hierna nam de orde in soortenrijkdom af tot haar uitsterven in het Vroeg-Carboon (Mississippien).
Tegen het begin van het Devoon en ruim voor het einde, brachten de Oncocerida de Rutoceratidae voort (Flower, 1976; Kümmel, 1964), die de wortelstam vormen van de Nautilida, die onder haar leden de moderne Nautilus en Allonautilus omvat.

## Verspreiding en bereik
Oncoceriden zijn bekend als fossielen uit het latere Ordovicium, Siluur en Devoon in Noord-Amerika, Europa en Australië, en in mindere mate uit delen van Azië, waarna de orde afnam in het Mississippien en zijn einde bereikte door het Pennsylvanien (Laat-Carboon) (Bloem, 1976; Zoet, 1964).

## Taxonomie
De Oncocerida omvatten de volgende families, volgens de Treatise on Invertebrate Paleontology, het aantal geslachten in elk tussen haakjes.
- Graciloceratidae (4)
- Tripteroceratidae (5)
- Valcouroceratidae (8)
- Diestoceratidae (5)
- Oncoceratidae (24)
- Jovellaniidae (5)
- Nothoceratidae (10)
- Karoceratidae (3)
- Hemiphragmoceratidae (5)
- Acleistoceratidae (22)
- Polyelasmoceratidae (13)
- Brevicoceratidae (17)
- Poterioceratidae (7)
- Tripleuroceratidae (2)
- Archiacoceratidae (3)